# Lavar

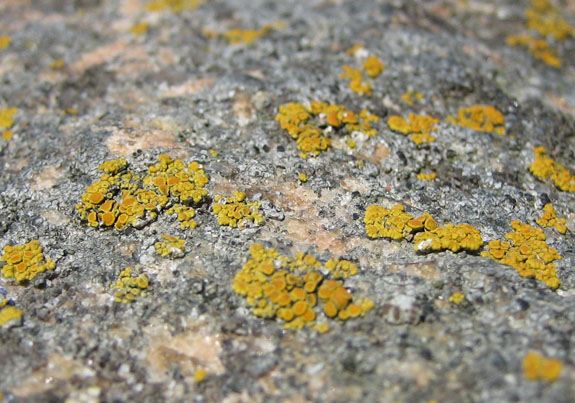
Lav på sten från västkusten i Skåne.

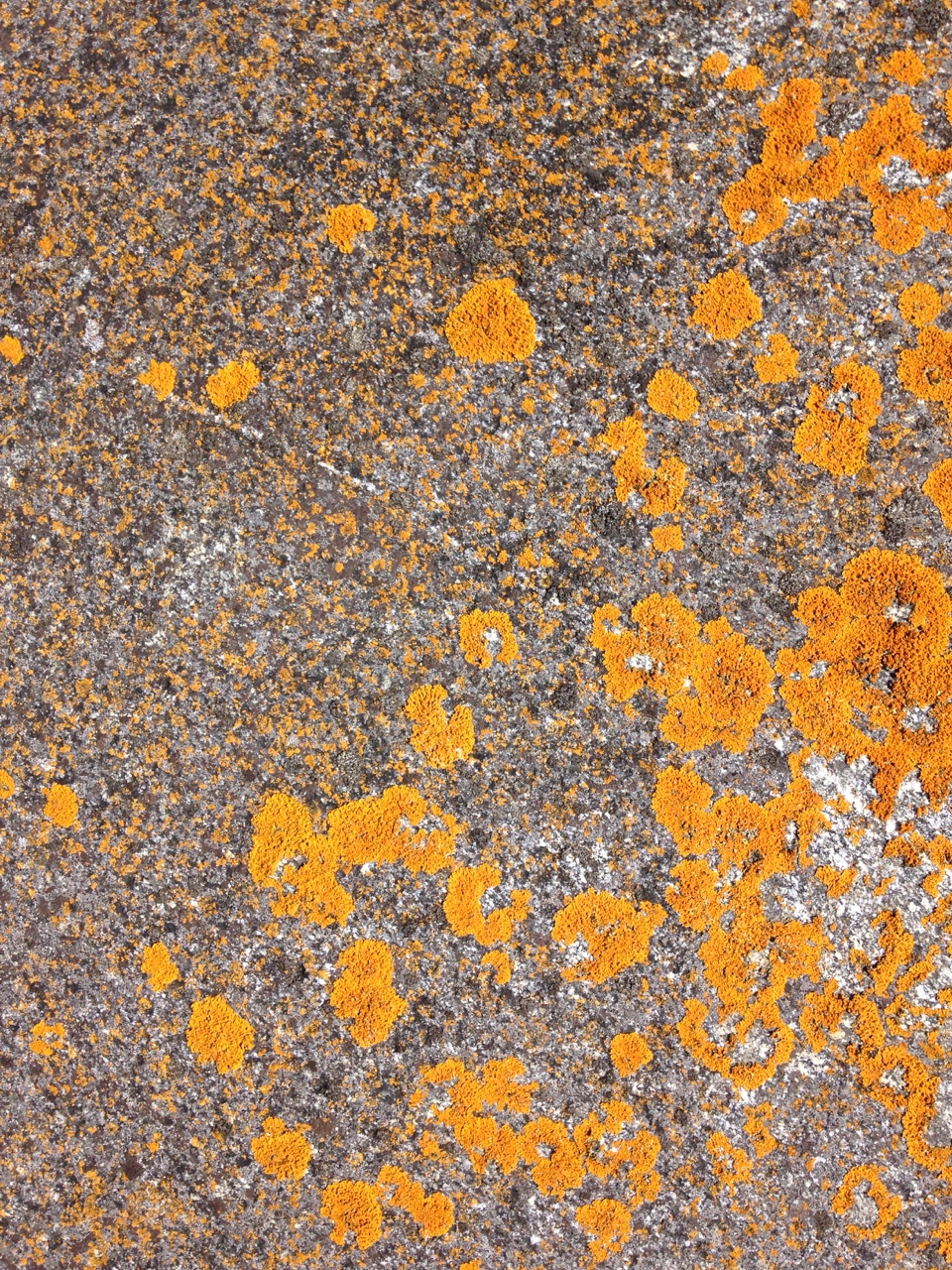
Lav på en kobbe i Roslagen, 2014.

Lavar har det vetenskapliga namnet Lichenes och är organismer bildade av ett mutualistiskt förhållande mellan en eller flera svampar 
(huvudsakligen en sporsäcksvamp och ofta också en jästsvamp) och en alg, eller ibland en cyanobakterie (tidigare kallade blågröna alger). Svampens hyfer har en roll i den nyblivna laven genom att utgöra stödjevävnad och skydd samt suga upp vatten, medan algen genom fotosyntes bidrar med energi och socker till laven vid vissa tillfällen.

## Byggnad
En typisk lavbål består överst av den täta överbarken, som är ren svampvävnad. Därunder följer algskiktet, som är genomvävt av svamphyfer. Under detta skikt finns märgen, som är ett poröst lager av svamphyfer. Slutligen underbarken, som vanligen är tunnare än överbarken. Från underbarken utgår rotliknande utskott, rhiziner, som fäster laven vid underlaget.
Vissa enkla lavar kan ha algen och svampen jämnt blandade genom hela bålen.
Det är huvudsakligen svampkomponenten som avgör vilken lav det är. Algen har endast i undantagsfall någon inverkan på lavens form och växtsätt.

## Ekologi
Lavar finns över hela jorden, i alla tänkbara miljöer, från heta öknar till det ständigt frusna Antarktis; från höga bergstoppar till saltstänkta klippor i havet. En art lever till och med på klippor under vattenytan. Man känner idag till cirka 13 500 arter, drygt 2 000 av dem finns i Sverige.
Lavar växer vanligen på kala ytor som sten, trä, bark och jord, men ibland även tillsammans med mossor och örter. Lavar som växer på levande träd är uteslutande epifyter. De får sin näring från lösta ämnen i vatten som sipprar över växtplatsen. Detta gör att lavens tillväxt blir mycket långsam. Stenlevande lavar utsöndrar lavsyror som bryter ner stenen, varvid laven får tillgång till mineralämnen. Lavarna bidrar dock inte till nedbrytningen av trä och andra organiska ämnen.
Man har på senare tid börjat betrakta lavar mer som ett parasitiskt förhållande där svampen parasiterar på algen. Detta eftersom forskning har visat att algkomponenten i laven växer bättre utan svampkomponenten, medan denna klarar sig mycket dåligt utan algen. Detta illustreras också av att de lavbildande svamparna sällan återfinns i naturen utan algpartner medan algerna å sin sida ofta finns frilevande. Algen drar dock nytta av svampen genom att denna suger upp vatten och näringsämnen när det finns tillgängligt, så att det kommer algen till godo. Vid torka hårdnar svampskiktet och skyddar algen mot starkt solljus som under dessa förhållanden skulle kunna skada den.

## Fortplantning

### Sexuell förökning
Sexuell förökning hos lavar sker med sporer. Det är bara svampkomponenten som bildar sporer, så vid spridning måste dessa hamna nära en lämplig alg för att en ny lav ska kunna bildas. Lavens fruktkroppar kan vara av tre olika typer. Apothecier, som uppträder som skålliknande utväxter på bålen, eller perithecier som är urnlika bildningar, vanligen insänkta i bålen eller i vårtlika upphöjningar, med en trång öppning. Det sporbildande skiktet (hymeniet) i apothecierna har ofta en avvikande färg, till exempel hos vissa bägarlavar, där de är bjärt röda. Den tredje sporbildande strukturen kallas pyknid och påminner om perithecier i utseendet, men är mycket mindre. De producerar en typ av sporer som kallas pyknokonidier. Dessas funktion är inte helt klarlagd.

### Asexuell förökning
Lavarnas asexuella förökning förekommer i tre olika former. Den enklaste är fragmentering, som innebär att en del av lavens bål bryts loss och etablerar sig där den hamnar. Soredier är en annan metod där mjölliknande förökningskroppar bildas i speciella områden på bålen (soral) och sprids med vind eller vatten. Den tredje formen kallas isidier som utgörs av små hårda utskott på bålen som lätt bryts av och sprids med vind, vatten eller djur. Den stora fördelen med asexuell förökning är att svamp- och algkomponenterna sprids tillsammans och är därför genast redo att bilda en ny lav.

## Systematik
Eftersom lavarna består av två organismer från helt skilda grupper är det svårt att infoga dem i systematiken. De skulle kunna sättas in i en egen division, men denna skulle då få en mycket oklar ställning i den strikt hierarkiska systematiken. I stället inordnar man lavarna efter svampkomponenten, så att flertalet lavar återfinns bland sporsäcksvamparna.
Traditionellt har man ofta delat in lavarna efter hur de växer:
- Busklavar med ett buskliknande, ofta upprätt växtsätt (exempel: renlavar, skägglavar),
- Bladlavar med ett flikigt växtsätt (exempel: blåslav, näverlav) samt
- Skorplavar som är helt fastvuxna vid underlaget (exempel: kartlav, vindlav).

Denna indelning har ingen vetenskaplig grund, men är ett bekvämt sätt att göra en grov indelning av lavarna.